# Walid Ould-Chikh
Walid Ould-Chikh, né le 6 novembre 1999 à Roosendaal aux Pays-Bas, est un footballeur néerlando-marocain évoluant au poste de milieu offensif à l'Eintracht Brunswick.

## Biographie

### Naissance, origines et débuts
Walid Ould-Chikh naît et grandit à Rosendael aux Pays-Bas au sein d'une famille marocaine originaire de Tazourakht à quelques kilomètres de Beni Bouayach en région rifaine. Son frère, Bilal Ould-Chikh, est également footballeur professionnel.
Lorsqu'il a cinq ans, il est inscrit par son père dans le club du RSC Alliance Roosendaal, un club amateur situé dans sa ville natale.

### Carrière en club

#### Formation au FC Volendam et prêt
Walid Ould-Chikh passe par plusieurs clubs durant son parcours junior, à savoir le RSC Alliance Roosendaal, l'académie du FC Twente (s'installant ainsi durant cinq ans à Hengelo) et le PEC Zwolle. Déménageant avec sa famille à Utrecht, il rejoint ensuite les clubs amateurs du DHSC Utrecht et l'USV Hercules, et ensuite De Graafschap et le FC Volendam.
C'est au FC Volendam que Walid Ould-Chikh fait ses débuts professionnels en D2 néerlandaise, le 18 octobre 2021 contre le NAC Breda, lancé par l'entraîneur Wim Jonk. En décembre de cette même année, il inscrit son premier but professionnel contre l'Almere City FC (victoire, 2-3). En fin de saison, il est vice-champion de la D2 néerlandaise, et assure avec son club, une montée en Eredivisie.
Durant la saison 2023-2024, en manque de temps de jeu,, il est prêté au Roda JC et retrouve la D2 néerlandaise sous la houlette de l'entraîneur Bas Sibum. Dès la première journée, il est titularisé et inscrit son premier but avec le club contre Helmond Sport (victoire, 4-1). Le 15 septembre, il dédie son but contre le SC Telstar aux victimes du séisme de 2023 au Maroc,. Au cours de la saison, il est l'auteur d'une saison remarquable avec douze buts inscrits en 40 matchs, toutes compétitions confondues.

#### Eintracht Brunswick
Le 31 juillet 2024, il s'engage pour trois saisons à l'Eintracht Brunswick en D2 allemande,.

### Carrière internationale
En février 2016, il participe à un stage d'entraînement avec l'équipe du Maroc des moins de 17 ans qui a lieu à Bruxelles en Belgique[réf. nécessaire].

## Style de jeu
Droitier et évoluant généralement dans le poste de milieu offensif, Walid Ould-Chikh est un adepte des coups francs.

## Palmarès

### En club
- FC Volendam
  - Eerste Divisie
    - Vice-champion en 2022.

### Distinctions individuelles
- 2024 : Meilleur joueur de la D2 néerlandaise de la saison 2023-2024[15]

## Vie privée
Il est le frère de Bilal Ould-Chikh, également footballeur professionnel.
Marié, Walid Ould-Chikh est de confession musulmane,. Il révèle pendant une interview ne pas écouter de la musique pour des raisons religieuses, priorisant ainsi le Coran et les anachîds.